# Het Vermoeden (radioprogramma)
"Het Vermoeden" was een Vlaams radiopraatprogramma op Radio 1, gepresenteerd door Betty Mellaerts. 

## Concept
In "Het Vermoeden" werd dagelijks een nieuwe gast geïnterviewd, veelal Bekende Vlamingen en Bekende Nederlanders. Destijds was dit op de Vlaamse radio nieuw, omdat andere programma's slechts wekelijks gasten uitnodigden voor een gesprek.
"Het Vermoeden" won lovende kritieken vanwege de diepgaande interviews en werd meermaals bekroond, o.m. met de Persprijs van de Radio- en Tv-pers. 
Ook Karel Vereertbrugghen, Hugo Matthysen en Bart Van den Bossche werkten aan het programma mee.

## Meer informatie
- cobra.be